# Eviota punctulata
Eviota punctulata és una espècie de peix de la família dels gòbids i de l'ordre dels perciformes.

## Morfologia
Els mascles poden assolir els 1,6 cm de longitud total.

## Distribució geogràfica
Es troba des de les Filipines i Java fins a Fidji, la Gran Barrera de Corall, Palau i Kapingamarangi (Micronèsia).